# جوزيب ستادلر
جوزيب ستادلر (بالكرواتية: Josip Stadler)‏ هو كاهن كاثوليكي كرواتي، ولد في 24 يناير 1843 في سلافونسكي برود في كرواتيا، وتوفي في 8 ديسمبر 1918 في سراييفو في البوسنة والهرسك.